# گل پده
گل پده یک روستا در ایران است که در بخش مرکزی شهرستان سربیشه واقع شده‌است.